# Gigasperma
Genre
Gigasperma est un genre de champignons (Fungi) basidiomycètes de la famille des Gigaspermataceae.

## Liste d'espèces
Selon NCBI (24 mai 2010) :
- Gigasperma americanum
- Gigasperma cryptica